# Inerzia
In fisica classica, in particolare in meccanica, l'inerzia di un corpo è la proprietà che determina la resistenza alle variazioni dello stato di moto ed è quantificata dalla sua massa inerziale.
L'inerzia è scritta dal principio della dinamica, il principio di inerzia (o prima legge di Newton), che afferma che un corpo permane nel suo stato di quiete o di moto rettilineo uniforme a meno che non intervenga una forza esterna a modificare tale stato.
Il concetto di inerzia è correlato a diverse grandezze fisiche, come il momento di inerzia, che quantifica la resistenza alle accelerazioni angolari.
Il termine "inerzia" viene utilizzato anche in senso più generico in contesti non meccanici, dove significa resistenza alla variazione di una qualche grandezza nel tempo; ad esempio nell'ambito di considerazioni termodinamiche qualitative è relativamente frequente parlare di "inerzia termica" intendendo con tale termine generico il calore specifico o la capacità termica di un corpo.

## Definizione galileiana e newtoniana
Il principio di inerzia fu scoperto da Galileo Galilei e dettagliatamente descritto in due sue opere, rispettivamente, nel 1632 e nel 1638: il Dialogo sopra i due massimi sistemi del mondo e Discorsi e dimostrazioni matematiche intorno a due nuove scienze attenenti alla mecanica e i movimenti locali. La sua prima enunciazione formale è di Isaac Newton (Philosophiae Naturalis Principia Mathematica): se un corpo è fermo o si muove di moto rettilineo uniforme, vuol dire che non è soggetto a forze oppure che la risultante delle forze che agiscono su di esso è nulla. Viceversa, se la risultante delle forze applicate a un corpo è nulla, esso è fermo o si muove di moto rettilineo uniforme.
Newton, nei Principia, dedica all'inerzia la Definizione 3:
Haec semper proportionalis est suo corpori, neque differt quicquam ab inertia
(Isaac Newton, Philosophiae Naturalis Principia Mathematica)
Il principio di inerzia vale nei sistemi di riferimento detti sistemi di riferimento inerziali: in tali sistemi l'accelerazione dei corpi è dovuta a forze reali, ossia a forze causate dall'azione o interazione di un corpo fisico su un altro; alcuni esempi sono la forza di gravità, il pallone calciato da un giocatore, una navicella che si muove nello spazio, lontana da stelle e pianeti.

## Problematicità ed evoluzione storica
La definizione newtoniana, dal momento che fa riferimento alla forza senza specificare lo strumento utilizzato per misurarla e identificandola sostanzialmente con la massa, ha dato origine a diverse problematiche, legate in particolare al sistema di riferimento nel quale si effettua la misura: il concetto di inerzia, come quello di forza, fu infatti storicamente criticato da molti pensatori, tra i quali Berkeley, Ernst Mach, Percy Williams Bridgman e Max Jammer. In particolare Mach, nel suo tentativo di eliminare gli elementi metafisici che persistevano nell'edificio della meccanica classica, criticò la definizione newtoniana di massa (e quindi di inerzia) come quantità di materia, fornendone una definizione più chiara (anche se non priva, a sua volta, di elementi controversi) e dalla sua opera prese le mosse la teoria della relatività generale di Albert Einstein, la quale però non risolve completamente il problema dell'inerzia, nonostante costituisca l'evento più significativo nella storia di tale concetto dopo la sua formulazione iniziale. Einstein stesso disperò di poter includere il principio di Mach all'interno della sua teoria.

## L'inerzia in meccanica relativistica e in cosmologia
Sebbene il concetto di massa (e quindi di inerzia) sia ancora utilizzato, in particolare su un piano euristico, in relatività generale le quantità fisiche rilevanti (quelle che compaiono nelle equazioni di Einstein) sono il tensore energia impulso e il tensore di Ricci: in qualche senso il concetto di inerzia è stato superato.
Parafrasando Kuhn, possiamo dire che la meccanica relativistica costituisce un paradigma nuovo rispetto alla meccanica classica: di conseguenza nascono delle difficoltà nel mettere in relazione i concetti delle due teorie.
All'interno del tensore energia impulso è possibile tuttavia riconoscere alcuni termini che si possono mettere in corrispondenza con la densità di massa, con la densità di quantità di moto e con il tensore degli sforzi della materia.

## L'origine dell'inerzia nelle teorie più recenti
Non esiste una teoria unicamente accettata che può spiegare l'origine dell'inerzia. Molteplici sforzi compiuti da fisici notevoli, come Ernst Mach (principio di Mach), Einstein, Dennis Sciama, e Bernard Haisch hanno incontrato notevoli critiche da parte di svariati teorici più recenti. Un altro metodo è stato suggerito da Emil Marinchev (2002).
Un articolo recente dal fisico svedese-statunitense Johan Masreliez propone che il fenomeno di inerzia possa essere spiegato, se i coefficienti metrici nella linea elemento di Minkowski dovessero cambiare in conseguenza di accelerazione. Un determinato fattore di scala è stato trovato, che modella l'inerzia come effetto di tipo gravitazionale. In un seguente articolo per Physica Scripta spiega come la relatività speciale può essere compatibile con un universo con una struttura cosmologica fissa e unica di riferimento. La trasformazione di Lorentz e Woldemar Voigt potrebbe modellare formazione della struttura ("morphing") delle particelle commoventi, che potrebbero conservare le loro proprietà cambiando le loro geometrie del locale spazio-tempo. Con questa la geometria si trasforma in dinamica e in una parte integrante di movimento. Esige questa geometria mutevole per essere la fonte di inerzia; si dice per generare la forza inerziale. Queste nuove cosmologie non standard, teoria del cosmo in espansione scalare (SEC), sono state controllate finora principalmente dai pari delle pubblicazioni recenti (2007), al più tardi e di alcune dal resto della Comunità scientifica. Se accettata, l'inerzia potrebbe essere una qualità astuta che collegherà la relatività speciale con quella generale.